# Người mẫu quảng cáo

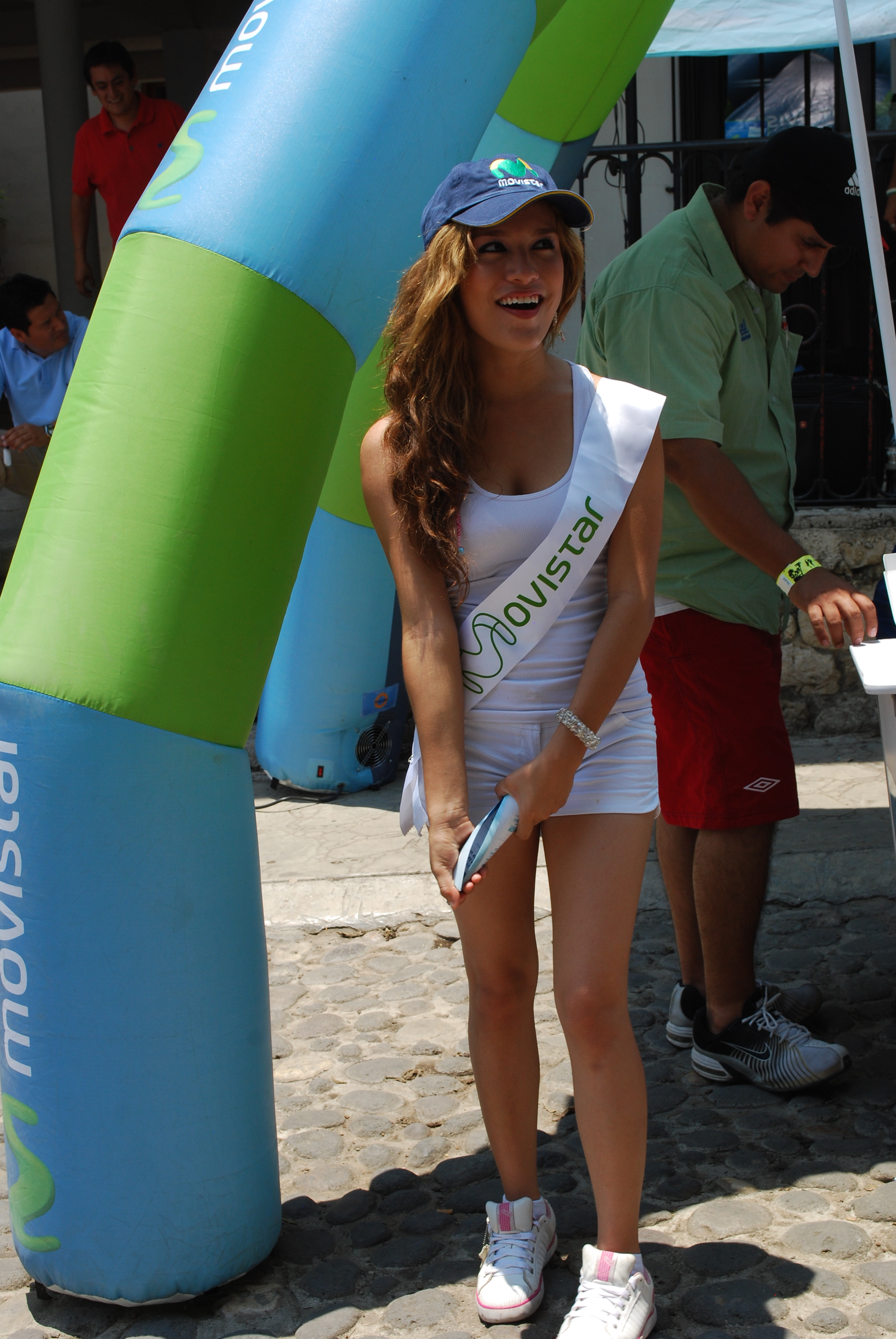
Hình ảnh PG trong một triển lãm

Người mẫu quảng cáo hay còn gọi là promotion model, show girl, promotion girl (PG, nhân sự nữ) hay promotion boy (PB, nhân sự nam) là những người mẫu, nhân viên quảng cáo, tiếp thị, lễ tân thực hiện các dịch vụ quảng cáo trực tiếp cho một sản phẩm, dịch vụ, thương hiệu, bằng cách trực tiếp tương tác với người tiêu dùng tiềm năng.
Một phần lớn những người mẫu làm quảng cáo là phụ nữ và thường được thiết kế, ăn bận hấp dẫn về ngoại hình ở mặt áo quần, son phấn.... Họ cung cấp thông tin về sản phẩm hoặc dịch vụ với nhiệm vụ là đại diện hình ảnh cho các sản phẩm.

## Công việc
Người mẫu quảng cáo làm việc theo hai cách thức là cố định (những người đứng tại quầy bán hàng để giới thiệu sản phẩm cho khách) và lưu động (nhận sự kiện theo ca, làm việc tại các lễ khai trương, khánh thành hoặc phát tờ rơi, diễu hành quảng bá sản phẩm). Họ có thể xuất hiện mọi nơi khi có yêu cầu về nhân viên hỗ trợ tại lễ khánh thành, khai trương, ngày kỷ niệm, hội thảo, cuộc họp... cho đến chương trình ra mắt sản phẩm mới, tất niên, tiệc sinh nhật, chụp hình, buổi diễn thời trang, nhân viên trực điện thoại... Các vị trí mà một người mẫu quảng cáo có thể làm là chụp hình, quảng bá sản phẩm, hội thảo, diễu hành trên đường phố (roadshow), mời quảng cáo, tài trợ, ký kết hợp đồng,...
Người mẫu quảng cáo cần có lợi thế về chiều cao, đôi chân dài, số đo ba vòng cơ thể cân đối cùng với một khuôn mặt đẹp, cách ăn mặc thời trang để đi lại trong sự kiện. Người mẫu quảng cáo thường mặc đồng phục hấp dẫn, đôi chân cứng cáp để đứng liên tục trong nhiều giờ đồng hồ mà miệng vẫn nói chào, tươi cười, nhắc tên sản phẩm liên tục khi có người lắng nghe.
Một số PG là sinh viên muốn có việc làm thêm, sinh viên mới ra trường hoặc đang hoạt động trong các ngành nghề liên quan tới nghệ thuật. Mục đích chung là muốn có thêm thu nhập và được cọ xát với thực tế. Khi làm việc, họ phải có ý thức làm việc tập thể, rèn một tinh thần vững vàng và trau dồi kiến thức không ngừng.
Ngoài ra, để thực hiện thành công các thương vụ, một số người mẫu quảng cáo phải liên tục đi giao tế và dự tiệc. Họ có thể phải đối mặt với các cám dỗ như trở thành nhân tình của những người giàu có để được tặng tiền và những món quà đắt tiền.

## Ở Việt Nam
Ở Việt Nam, PG là một trong những công việc bán thời gian của nhiều người trẻ tuổi. Thu nhập cao, dễ tìm kiếm được những mối quan hệ, không bị bó hẹp về thời gian, luôn được thay đổi môi trường làm việc, luôn xuất hiện trước đám đông với vẻ ngoài xinh đẹp,... là những yếu tố thu hút họ đến với nghề. Họ kiếm được khá nhiều tiền và được thoải mái mua sắm trang phục, điện thoại, dù vẫn có dư luận đàm tiếu. Có những trường hợp sa vào tệ nạn xã hội như trở thành gái mại dâm.
Ngoài ra, làm nghề PG ở Việt Nam cũng đối mặt với nhiều nguy cơ như thường xuyên bị nợ tiền, ăn chặn thù lao, đặc biệt là bị quấy rối tình dục ở những mức độ khác nhau như: kẻ quấy rối bằng ánh mắt, lời nói, có người lại quấy rối bằng cách sàm sỡ, đụng chạm cơ thể. Nhiều khách say rượu không làm chủ được mình trước các người mẫu nhưng cũng có người không say mà cố tình mượn rượu để quấy rối tình dục các người mẫu quảng cáo.

## Người mẫu nổi tiếng
Bà Silvia Sommerlath, bây giờ là nữ hoàng của Thụy Điển, làm việc vào thế vận hội mùa hè năm 1972 tại München như là một người mẫu tiếp tân và nhờ đó làm quen được chồng của bà sau này, tức vua Carl XVI Gustaf của Thụy Điển.

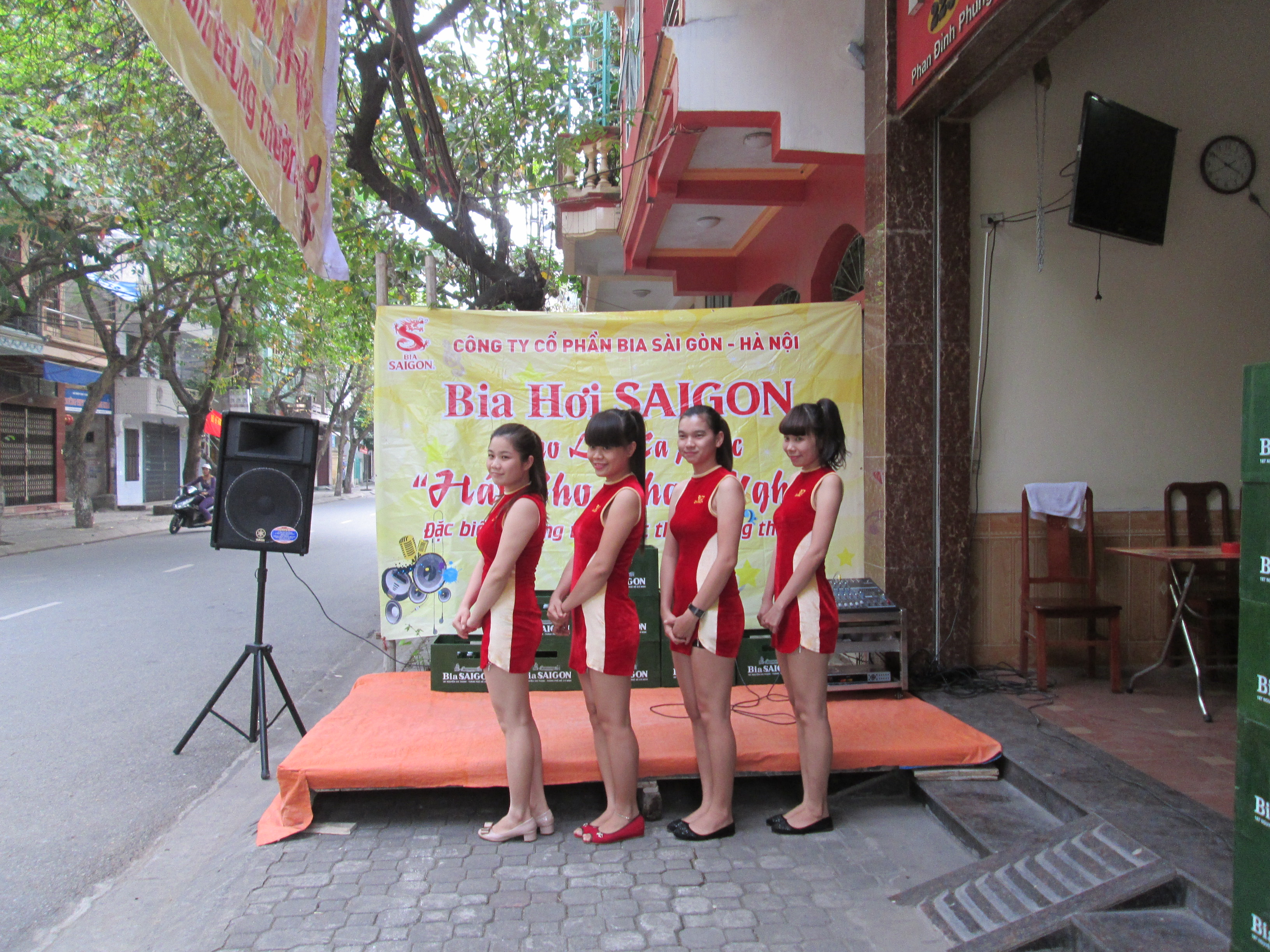
Một nhóm PG tại chương trình Giao lưu Bia hơi Sài Gòn 2013, Việt Nam

## Công ty PG
Công ty PG là một dạng công ty chuyên cung cấp về nhân sự hay môi giới nhân sự. Những công ty PG có nhiệm vụ tìm kiếm những gương mặt xinh đẹp, ngoại hình ưa nhìn và tìm kiếm khách hàng có nhu cầu thuê PG.
Lĩnh vực cung cấp nhân sự PG, đa phần là các nhóm nhỏ phát triển lên, do một người đại diện khi có khách hàng họ thường tìm kiếm trong group những người đủ điều kiện để giới thiệu tới khách hàng. Hình thức công ty cung cấp PG thường là dịch vụ kèm theo của các công ty truyền thông, tổ chức sự kiện, các công ty này thường ít khi tự tuyển dụng, đa phần họ liên hệ đại diện các nhóm PG để được cung cấp bộ hồ sơ bao gồm thông tin và hình ảnh của PG để gửi đến khách hàng.